# Count Raven
Count Raven es una banda de doom metal fundada en 1989 en Suecia. 

## Carrera
La banda fue formada en 1987 por el cantante Chritus Linderson, el guitarrista Dan Fondelius, el bajista Tommy Eriksson y el baterista Christer Pettersson. Originalmente fue llamada Stormvarning. En 1989 cambiaron su nombre a Count Raven. Entre 1990 y 1996, la agrupación lanzó al mercado cuatro discos de estudio, para luego disolverse en 1999. En el 2003 la banda se reunió y lanzó al mercado su quinto trabajo, Mammons War.

## Influencias
Count Raven frecuentemente ha sido comparada con Black Sabbath por la similitud con su sonido. Incluso se ha comparado el estilo vocal de Chritus Linderson, vocalista original, con el de Ozzy Osbourne.

## Músicos

### Actuales
- Dan "Fodde" Fondelius - guitarra, teclados, voz  (1989-1998; 2003-presente)

### Originales
- Chritus Linderson - voz (1989-1992)
- Tommy "Wilbur" Eriksson - bajo (1989-1998)
- Fredrik Jansson - bajo (2003-presente)
- Christer Pettersson - percusión (1989-1998)
- Jens Bock - percusión (2006-2009)
- Patrick Lundin - percusión (2009-2011)

## Discografía

### Demos
- Demo 89 (1989)
- Indignus Famulus (1989)

### Splits
- Wolfmoon/Wedded to Grief (Split con Griftegård, 2010)

### Discos de estudio
- Storm Warning (Hellhound, 1990)
- Destruction of the Void (Nuclear Blast, 1992)
- High on Infinity (Hellhound, 1994)
- Messiah of Confusion (Hellhound, 1996)
- Mammons War (I Hate, 2009)